# Annesorhiza
Annesorhiza är ett släkte i familjen flockblommiga växter. Dess arter förekommer i södra Afrika.

## Arter
Släktet har ett tjugotal accepterade arter. För kompletta artlistor, se länkar i faktarutan.